# Legacy: The Absolute Best
Legacy: the Absolute Best –en español: «Legado: Lo mejor de lo mejor»– es un disco doble de compilación de la banda norteamericana The Doors, lanzado el año 2003. Incluye versiones sin censura de Break on Through (To the Other Side) (la letra "she gets high" esta restaurada) y de The End (con uso libre de la palabra "fuck" durante el interludio). También incluye una versión de 1968 de "Celebration of the Lizard" en su plenitud.
El álbum debutó en el Billboard 200 el 30 de agosto de 2003 ocupando el puesto 63, y permaneció durante 4 semanas.

## Listado de canciones
Todas las canciones escritas y compuestas por The Doors (John Densmore, Robby Krieger, Ray Manzarek, Jim Morrison) a menos que se indique lo contrario . 
| Disco 1 |                                                          |                            |          |  |
| N.º     | Título                                                   | Álbum de origen            | Duración |  |
| 1.      | «Break On Through (To The Other Side)»                   | The Doors (1967)           | 2:29     |  |
| 2.      | «Back Door Man"» (Willie Dixon)                          | The Doors                  | 3:34     |  |
| 3.      | «Light My Fire»                                          | The Doors                  | 7:08     |  |
| 4.      | «Twentieth Century Fox»                                  | The Doors                  | 2:23     |  |
| 5.      | «The Crystal Ship»                                       | The Doors                  | 2:34     |  |
| 6.      | «Alabama Song (Whisky Bar)» (Bertolt Brecht, Kurt Weill) | The Doors                  | 3:19     |  |
| 7.      | «Soul Kitchen»                                           | The Doors                  | 3:35     |  |
| 8.      | «The End»                                                | The Doors                  | 11:46    |  |
| 9.      | «Love Me Two Times»                                      | Strange Days (1967)        | 3:16     |  |
| 10.     | «People Are Strange»                                     | Strange Days               | 2:12     |  |
| 11.     | «When the Music's Over»                                  | Strange Days               | 11:02    |  |
| 12.     | «My Eyes Have Seen You»                                  | Strange Days               | 2:29     |  |
| 13.     | «Moonlight Drive»                                        | Strange Days               | 3:04     |  |
| 14.     | «Strange Days»                                           | Strange Days               | 3:09     |  |
| 15.     | «Hello, I Love You»                                      | Waiting for the Sun (1968) | 2:16     |  |
| 16.     | «The Unknown Soldier»                                    | Waiting for the Sun        | 3:25     |  |
| 17.     | «Spanish Caravan»                                        | Waiting for the Sun        | 3:01     |  |
| 18.     | «Five to One»                                            | Waiting for the Sun        | 4:27     |  |
| 19.     | «Not to Touch the Earth»                                 | Waiting for the Sun        | 3:54     |  |

Todas las canciones escritas y compuestas por The Doors (John Densmore, Robby Krieger, Ray Manzarek, Jim Morrison) a menos que se indique lo contrario . 
| Disco 2 |                                           |                                                                                                |          |  |
| N.º     | Título                                    | Álbum de origen                                                                                | Duración |  |
| 1.      | «Touch Me»                                | The Soft Parade (1969)                                                                         | 3:12     |  |
| 2.      | «Wild Child»                              | The Soft Parade                                                                                | 2:38     |  |
| 3.      | «Tell All the People»                     | The Soft Parade                                                                                | 3:21     |  |
| 4.      | «Wishful Sinful»                          | The Soft Parade                                                                                | 2:58     |  |
| 5.      | «Roadhouse Blues»                         | Morrison Hotel (1970)                                                                          | 4:04     |  |
| 6.      | «Waiting for the Sun»                     | Morrison Hotel                                                                                 | 4:00     |  |
| 7.      | «You Make Me Real»                        | Morrison Hotel                                                                                 | 2:53     |  |
| 8.      | «Peace Frog»                              | Morrison Hotel                                                                                 | 2:58     |  |
| 9.      | «Queen of the Highway»                    | Morrison Hotel                                                                                 | 2:47     |  |
| 10.     | «Love Her Madly»                          | L.A. Woman (1971)                                                                              | 3:18     |  |
| 11.     | «L.A. Woman»                              | L.A. Woman                                                                                     | 7:51     |  |
| 12.     | «Riders on the Storm»                     | L.A. Woman                                                                                     | 7:10     |  |
| 13.     | «The WASP (Texas Radio and the Big Beat)» | L.A. Woman                                                                                     | 4:15     |  |
| 14.     | «The Changeling»                          | L.A. Woman                                                                                     | 4:21     |  |
| 15.     | «Gloria (live)"» (Van Morrison)           | Alive, She Cried (1983)                                                                        | 6:18     |  |
| 16.     | «Celebration of the Lizard»               | Outtake de Waiting for the Sun, lanzada en varias recopilaciones y tocada varias veces en vivo | 17:01    |  |

- Datos: Q1931788